# 2021年國際足協U-20世界盃
2021年國際足總U-20世界盃為第23屆國際足總U-20世界盃，原定於2021年5月20日至6月12日在印尼舉行，將是印尼首次舉辦國際足總錦標賽。 也是第二屆在東南亞舉辦的際足總U-20世界盃。
由於嚴重特殊傳染性肺炎疫情迫使國際足總取消2021年錦標賽，並於2020年12月24日將2023年國際足總U-20世界盃的主辦權授予印尼。

## 外部連結
- 官方网站